# Lamborghini Murciélago
Lamborghini Murciélago (výslovnost murθiˈelaɣo, špan. netopýr) je supersportovní automobil který od roku 2001 do května 2010 vyráběla italská společnost Lamborghini. Jedná se o nástupce vozu Diablo a zároveň o první automobil Lamborghini vyvinutý po převzetí automobilkou Audi. Kupé mělo premiéru v roce 2001, roadster byl představen v roce 2004. Vůz pohání šestilitrový dvanáctiválec s válci do V a základní verzi dává výkon 426 kW. Je pojmenován po španělském býkovi, který 5. října 1879 přežil v aréně 28 zásahů mečem a od toreadora Rafaela Sáncheze dostal milost. Automobil má motor uprostřed a pohon na všechna čtyři kola. Celkem bylo vyrobeno 4 099 vozů všech verzí. Jedná se tak o nejprodávanější dvanáctiválcový model automobilky.

## Verze

### Murciélago
První generace Murciélaga byla představena v roce 2001. Kupé s motorem uprostřed a pohonem na všechna čtyři kola poháněl 12 válcový 6,2 litr o výkonu 426 kW (580 koní). Tento motor rozhýbal 1650 kg těžký automobil z 0 na 100 km/h za 3,8 sekundy a maximální rychlost činila 332 km/h. Za design byl odpovědný Luc Donckerwolke, který byl v letech 1998 až 2005 šéfdesignérem Lamborghini. Vůz odkazoval na své předchůdce i dveřmi otevíranými směrem nahoru. Karoserie byla vyrobena z kombinace oceli a panelů z uhlíkových vláken. Výroba vozu probíhala v nově postavených prostorách v italské Sant'Agatě. V roce 2003 se k oslavě 40. výročí založení automobilky představila speciální edice Murciélago 40th Anniversary čítající 50 kusů. Tyto vozy se od ostatních odlišovaly mimo jiné speciálním modrým lakem, palubní deskou z uhlíkových vláken, speciálními litými koly a plaketou s pořadovým číslem vozu v sérii. První generace se vyráběla do roku 2006.

#### Murciélago Roadster
Otevřená verze Murciélaga se představila v roce 2004. Za design byl opět zodpovědný Luc Donckerwolke. Vůz vycházel z kupé, byl však o 3 mm nižší, o 150 kg těžší a maximální rychlost klesla na 320 km/h. Vyráběl se stejně jako kupé do roku 2006.

### Murciélago LP640

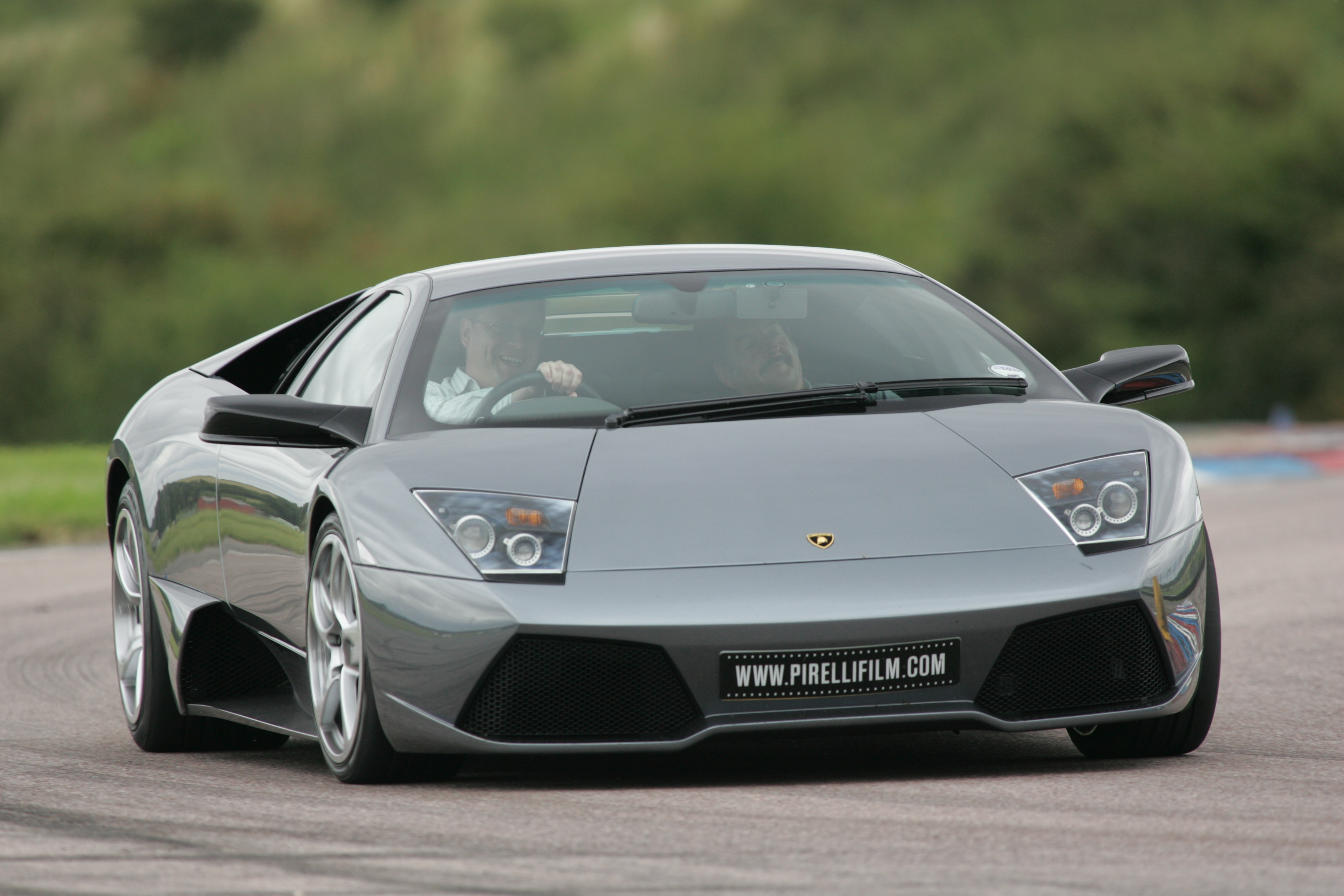
Lamborghini Murciélago LP640

Druhá generace vozu Murciélago byla představena v březnu 2006 na Ženevském autosalonu a dostala přídomek LP640, kde LP znamená Longitudinale Posteriore, což značí uložení motoru (it. vzadu podélně) a 640 je výkon motoru v koních. Druhá generace totiž dostala motor s objemem 6,5 litru a výkonem 471 kW. Oproti první generaci bylo kupé o 30 mm delší, o 13 mm širší a vážilo 1665 kg, což bylo o 15 kg více. Dále byl přepracován podvozek a modernizován vzhled. Díky úpravám vzrostla maximální rychlost na 340 km/h. Ještě v roce 2006 byla na pařížském autosalonu představena limitovaná 20 kusová edice Lamborghini Murciélago LP640 Versace, která se vyznačovala buď bílým nebo černým lakem a intérem s bílou kůží navrženým slavnou firmou Gianni Versace, automobil obsahoval řecké motivy pro tuto módní značku typické a nechyběla ani plaketa s logem společnosti a pořadovým číslem vozu v sérii. Na technickém základě LP640 vzniklo v roce 2007 20 vozů Lamborghini Reventón.

#### Murciélago LP640 Roadster
Roadster byl představen také v roce 2006 na autosalonu v Los Angeles a měl stejné rozměry jako jeho předchůdce, Murciélago Roadster. Měl nouzovou látkovou skládací střechu, kterou výrobce nedoporučoval používat při rychlostech nad 170 km/h. Také roadster dostal limitovanou edici Versace, byla představena v roce 2008 a čítala deset vozů, z nichž každý stál 270 000 euro. Na technickém základě LP640 Roadster vzniklo v roce 2009 20 vozů Lamborghini Reventón Roadster.

### Murciélago LP670-4 SV

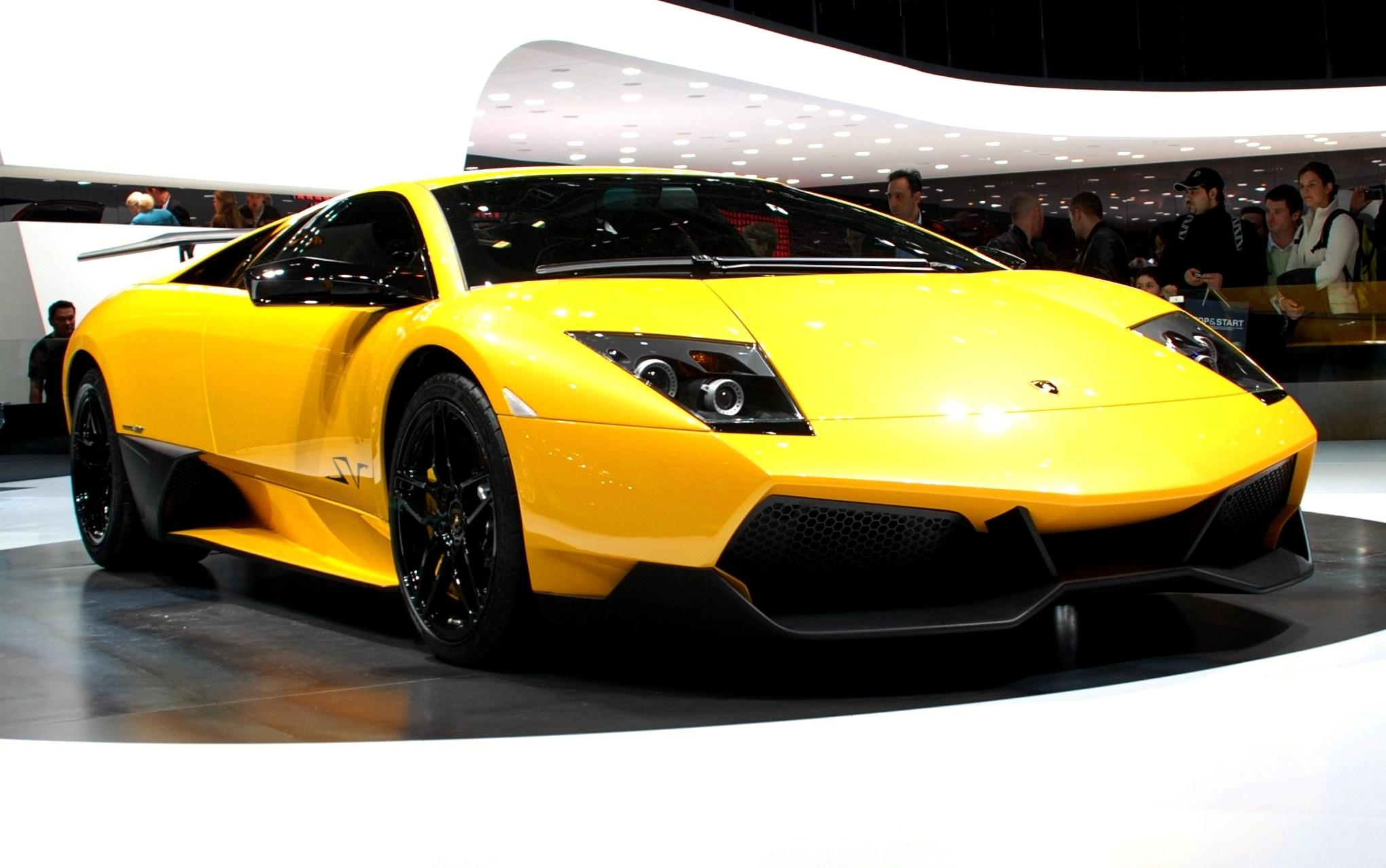
Lamborghini Murciélago LP670-4 SuperVeloce

Na autosalonu v Ženevě v roce 2009 byla představena poslední verze Murciélaga, Murciélago LP670-4 SV. Označení tvoří opět zkratka Longitudinale Posteriore, následuje výkon motoru v koních a zkratka SV znamená SuperVeloce (it. veloce – rychlost). Dále bylo oznámeno, že bude vyrobeno pouze 350 kusů. Vůz byl oproti LP640 o 100 kg lehčí, což spolu s vylepšeným motorem znamenalo, že dosáhl zrychlení 0 na 100 km/h za 3,3 s (o 0,5 sekundy rychleji oproti standardní verzi) a maximální rychlost byla 342 km/h. V dubnu 2010 byla představena verze Murciélago LP670-4 SV China Limited Edition, která se odlišovala speciálním lakem a prodávala se pouze v Číně, vyrobilo se méně než 10 očíslovaných kusů.
Lamborghini Murciélago LP670-4 SuperVeloce bylo zároveň posledním vozem Murciélago, který sjel z výrobní linky. Objednávky se přestaly přijímat v květnu a 5. listopadu 2010 sjel z výrobní linky poslední vůz.